# Paris (Ontario)

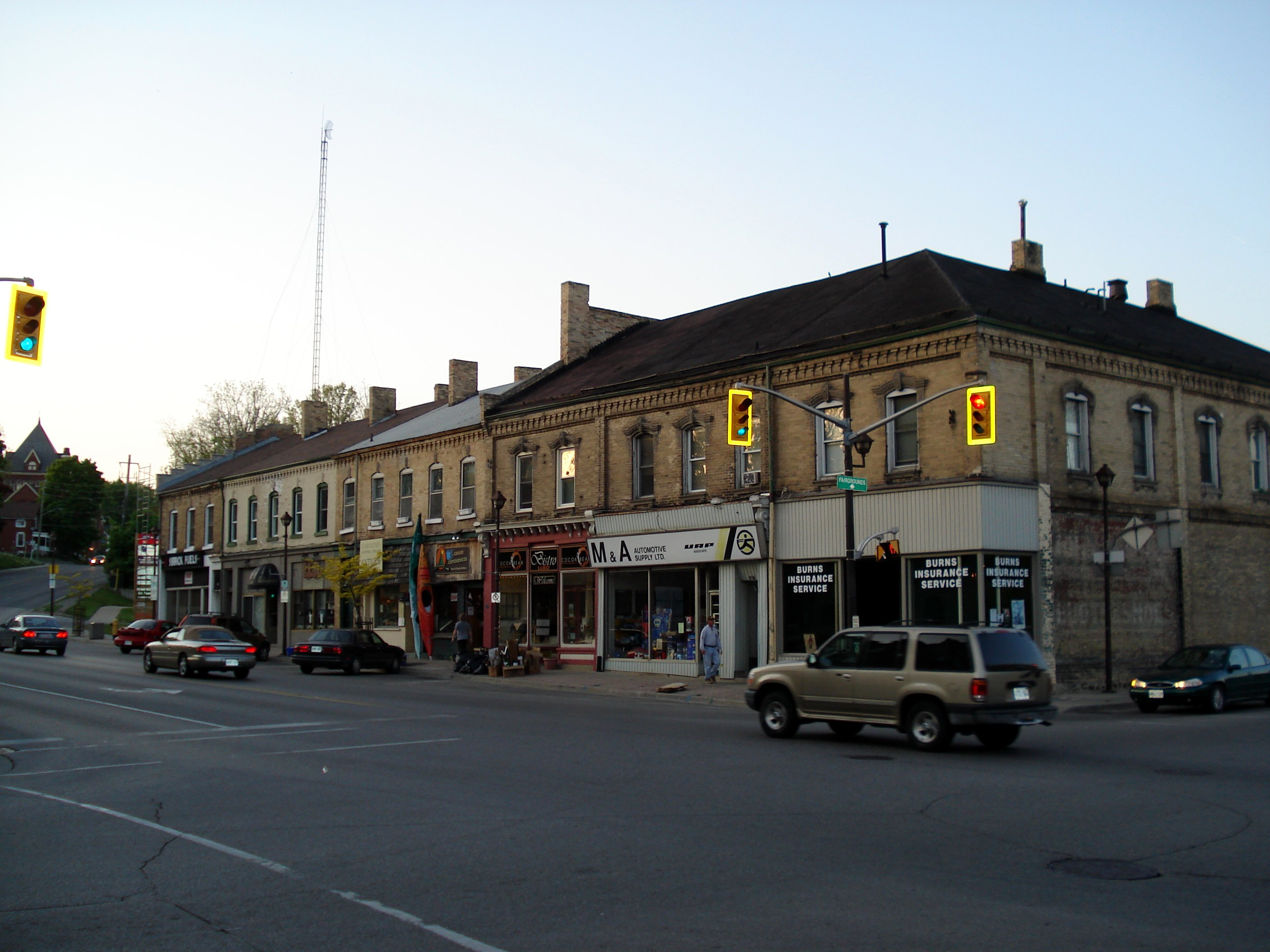
Carrefour des rues William et Grand River

Pour les articles homonymes, voir Paris (homonymie).
Paris est une ville de l'Ontario au Canada.

## Description
Paris est une ville du sud de l'Ontario, dans le comté de Brant. C'est la deuxième plus grande ville de la région après celle de Brantford. Elle comptait 11 763 habitants en 2011 et 13 448 habitants en 2016.

## Historique
La ville a été d'abord installée le 7 mai 1829, quand son fondateur, Hiram Capron, a acheté le terrain pour $10,000 et a construit un moulin sur le présent site. La ville de Paris a été officiellement établie en 1856. Depuis la fin des années 1990, Paris a connu une croissance démographique substantielle, qui peut être partiellement attribuée à la popularité montant de communautés rurales parmi les banlieues attachés et l'achèvement de la route nationale 403 entre Hamilton et Woodstock.
Paris a été appelé ainsi d'après les dépôts de gypse qui se trouvent à proximité; gypse qui est utilisé pour faire le plâtre de Paris. Paris est considéré comme la capitale de pavé rond au Canada.